# Samsung Galaxy Note Edge
Samsung Galaxy Note Edge je chytrý telefon s operačním systémem Android vyroben firmou Samsung. Galaxy Note Edge byl představen během tiskové konference Samsungu na veletrhu IFA v Berlíně 3. září roku 2014. Byl to první celosvětově prodávaný tabletofon od Samsungu se zakřiveným displejem na jedné straně. Na telefonu běží operační systém Android ve verzi 6.0 "lolipop". V další výbavě například nechybí 3 GB operační paměti RAM, čtyřjádrový procesor taktovaný na 2,7 GHz, 16-megapixelový zadní fotoaparát s automatickým zaostřováním či 5,7' Quad HD zahnutý amoled displej. Nechybí ani 3220 mAh uživatelem vyměnitelná baterie.